# 横堀町
横堀町（よこぼりまち）は、かつて秋田県雄勝郡にあった町。

## 歴史
- 1889年（明治22年）4月1日 - 町村制施行により雄勝郡横堀村、寺沢村が合併し、横堀村（よこぼりむら）が発足。
- 1895年（明治28年）7月19日 - 町制施行し横堀町となる。
- 1955年（昭和30年）4月15日 - 雄勝郡院内町、秋ノ宮村と合併し雄勝町を設置して消滅。

## 交通
国鉄 奥羽本線が町内を通過していた。
- 一級国道13号

## 出身人物
- 戸部正直